# The Many Ways
Singles de Usher
Think of You
(1995) You Make Me Wanna...
(1997)
The Many Ways est le troisième single de l'album Usher de l'artiste de R'n'B américain Usher.
La seule sous-performance sur le Billboard, est d'être N° 42 sur le Billboard Hot R&B/Hip-Hop Songs.

## Liste des Titres
1. Many Ways [version de l'album]
2. Many Ways [Version sur Radio]
3. Many Ways [Version Instrumentale]

## Positions
| Liste des Charts                   | Positions |
| ---------------------------------- | --------- |
| US Billboard Hot R&B/Hip-Hop Songs | N° 42     |